# L'imbalsamatore
L'imbalsamatore es una película italiana de 2002 dirigida por Matteo Garrone, presentada en la Quincena de Realizadores del Festival de Cannes 2002.
Este filme fue reconocido como de interés cultural nacional por la Direzione generale Cinema del Ministerio italiano por los bienes y las actividades culturales. La trama se desarrolló a partir de la crónica periodística romana del «nano di Termini» (enano de Termini) Domenico Semeraro (Ostuni, 1946-Roma, 1990), un taxidermista homosexual, asesinado por su amigo y exempleado Armando Lovaglio (Roma, 1969-2017) en 1990.
Los actores seleccionados por el director para interpretar los tres personajes principales fueron Ernesto Mahieux, que por el rol de Peppino ganó el premio David di Donatello al mejor actor no protagonista, Valerio Foglia Manzillo, un exmodelo y actor debutante en el rol de Valerio, y Elisabetta Rocchetti en el papel de Deborah, la novia de Valerio. La cinta se rodó en el Villaggio Coppola, un fracción de Castel Volturno (Campania), y en Cremona (Lombardía).

## Trama
Peppino Profeta es un taxidermista napolitano con enanismo y dudosas tendencias sexuales. Se trata de un embalsamador hábil y renombrado cuyos servicios son incluso requeridos por la Camorra, que lo emplea en el tráfico de estupefacientes. La Camorra le paga para extraer la droga de los cadáveres utilizados para transportar las sustancias. Peppino lleva una vida solitaria hasta el día que conoce a Valerio, un joven de quien se siente muy atraído. Mediante una importante oferta económica lo convence de que abandone su actual trabajo como cocinero para trabajar con él. Valerio acepta la propuesta y se transforma en su discípulo. 
En poco tiempo se vuelven amigos y Valerio sufre la inevitable influencia de su maestro. Valerio es el foco de atención de Peppino, más allá de la simple amistad. Las circunstancias de la vida de Valerio hacen que el chico se mude a la casa de Peppino. Este lo recibe con alegría y con el fin de admirar su belleza lo introduce en su mundo, arrastrándolo a participar en algunas aventuras sexuales con prostitutas. Un día, durante un viaje de trabajo a Cremona conocen a Deborah. Valerio y Deborah se enamoran y la chica abandona su precario empleo para unirse al viaje de ellos. En un principio, Peppino acepta a Deborah, convencido de que tarde o temprano Valerio se liberará de ella.
Sin embargo, la relación entre los jóvenes continúa. Peppino, que ya no se siente libre de adorar a Valerio, intenta alejarlo de Demorah. De esa forma la situación se desequilibra, terminando en una pelea entre Peppino y Deborah en donde él la aleja. Se produce una ruptura inevitable, Valerio y Deborah, quien ahora está embarazada, se mudan a la casa de los padres de ella en Cremona. La vida en pareja parece ir por el camino justo hasta que Peppino, desesperado, decide presentarse en la casa para intentar quedarse nuevamente con Valerio.
La presencia de Peppino produce una crisis en Deborah y comienzan las discusiones en la pareja. Peppino se vuelve más insistente y aprovecha la situación para atraer a Valerio proponiéndole un viaje por el mundo. La propuesta convence a Valerio. Cuando ambos están por partir, Deborah interviene. Se produce una nueva discusión que concluye con la reconciliación de la pareja. Peppino comprende entonces que ya no tiene posibilidades con el chico, y víctima de la histeria, extrae una pistola y amenaza con matar a Deborah, a Valerio y a sí mismo. Al final, Valerio y Peppino entran al automóvil y este último recibe un disparo que acaba con su vida (no se revela si es Valerio quien le dispara o él mismo que se suicida): Valerio y Deborah empujan el vehículo con el cadáver adentro en el río Po.

## Reparto
- Valerio Foglia Manzillo como Valerio
- Ernesto Mahieux como Peppino
- Elisabetta Rocchetti como Deborah
- Lina Bernardi como madre de Deborah
- Pietro Biondi como padre de Deborah
- Aldo Leonardi como jefe de Deborah
- Marcella Granito como Manuela

## Premios
| Organización              | Categoría                   | Candidatos                                | Resultado | Ref.  |
| ------------------------- | --------------------------- | ----------------------------------------- | --------- | ----- |
| David di Donatello (2003) | Mejor película              | Matteo Garrone Domenico Procacci          | Nominados | [ 7 ] |
| David di Donatello (2003) | Mejor director              | Matteo Garrone                            | Nominado  | [ 7 ] |
| David di Donatello (2003) | Mejor productor             | Domenico Procacci                         | Nominado  | [ 7 ] |
| David di Donatello (2003) | Mejor guion                 | Matteo Garrone Massimo Gaudioso Ugo Chiti | Ganadores | [ 7 ] |
| David di Donatello (2003) | Mejor actor no protagonista | Ernesto Mahieux                           | Ganador   | [ 7 ] |
| David di Donatello (2003) | Mejor fotografía            | Marco Onorato                             | Nominado  | [ 7 ] |
| David di Donatello (2003) | Mejor banda sonora          | Banda Osiris                              | Nominados | [ 7 ] |
| David di Donatello (2003) | Mejor escenografía          | Marco Dentici                             | Nominado  | [ 7 ] |
| David di Donatello (2003) | Mejor montaje               | Marco Spoletini                           | Nominado  | [ 7 ] |
| Nastro d'argento (2003)   | Mejor productor             | Domenico Procacci                         | Ganador   | [ 7 ] |
| Nastro d'argento (2003)   | Director del mejor filme    | Matteo Garrone                            | Nominado  | [ 7 ] |
| Nastro d'argento (2003)   | Mejor guion                 | Matteo Garrone Massimo Gaudioso Ugo Chiti | Nominados | [ 7 ] |
| Nastro d'argento (2003)   | Mejor actor no protagonista | Ernesto Mahieux                           | Nominado  | [ 7 ] |
| Nastro d'argento (2003)   | Mejor montaje               | Marco Spoletini                           | Ganador   | [ 7 ] |
| Globo d'oro (2003)        | Mejor película              | Matteo Garrone Domenico Procacci          | Nominados | [ 8 ] |
| Globo d'oro (2003)        | Mejor actor                 | Ernesto Mahieux                           | Nominado  | [ 8 ] |
| Globo d'oro (2003)        | Mejor actor revelación      | Ernesto Mahieux                           | Ganador   | [ 8 ] |
| Globo d'oro (2003)        | Mejor actriz revelación     | Elisabetta Rocchetti                      | Ganadora  | [ 8 ] |
| Globo d'oro (2003)        | Mejor fotografía            | Marco Onorato                             | Nominado  | [ 8 ] |